# إدوارد هارلاند
إدوارد هارلاند (بالإنجليزية: Edward Harland)‏ هو ضابط أمريكي، ولد في 24 يونيو 1832 في نورويتش في الولايات المتحدة، وتوفي بنفس المكان في 9 مارس 1915.